# Ozploitation
Ozploitation bezeichnet ein vorrangig australisches Filmgenre. Der Begriff ist ein Kofferwort aus Exploitation, der Bezeichnung für ein Filmgenre mit Billigproduktion, und oz, das als „Ozzie“ bzw. „Aussie“ einen Slangausdruck für die Einwohner Australiens darstellt.

## Bedeutung
Als Ozploitation-Filme werden eine ganze Reihe von mit geringen Budgets produzierten Action- und Horrorfilmen sowie einige Komödien bezeichnet, die in Australien nach der 1971 verfügten Einführung des R-Rating gedreht wurden, verbunden mit Abschreibungsmodellen, die Filmfinanzierungen steuerlich attraktiv machten. Die bis Ende der 1980er Jahre entstandenen Ozploitation-Filme werden oft als eine Spielart der australischen Neuen Welle angesehen, die ungefähr gleichzeitig begann und endete. Teilweise können manche Streifen unter beide Reihen thematisch subsumiert werden.
Anders als in den anderen Spielarten des Exploitation-Kinos, die jeweils eigene Konventionen und Stilistiken besonderer Genres oder Motive umfassen, ist Ozploitation nur durch die Tatsache, dass es sich um weitgehend billige Genreproduktionen aus Australien handelt, gekennzeichnet.

## Filme
Zu Streifen, welche unter dem Begriff „Ozploitation“ subsumiert werden, zählen u. a.:
- The Adventures of Barry McKenzie (1972, Bruce Beresford)
- Alvin Purple (1973, Tim Burstall)
- Die Autos, die Paris auffraßen (1974)
- Stone (1974, Sandy Harbutt)
- The Man from Hong Kong (1975, Brian Trenchard-Smith, Yu Wang)
- Patrick (1978, Richard Franklin)
- Long Weekend (1978, Colin Eggleston)
- Mad Max (1979)
- Pacific Banana (1981, John D. Lamond)
- Truck Driver (1981, Richard Franklin)
- Ein Teufelskerl (1981)
- Mad Max II (1981)
- Turkey Shoot (1982, Brian Trenchard-Smith)
- Insel der Piraten (1983)
- BMX-Bandits (1983, Brian Trenchard-Smith)
- Razorback (1984, Russell Mulcahy)
- Mad Max – Jenseits der Donnerkuppel (1985)
- Dakota Harris – Flug durchs Zeitloch (1986)
- Wolf Creek (2005, Greg Mclean)